# Falling Up (film)
Falling Up è un film statunitense direct-to-video del 2009 diretto da David M. Rosenthal.